# Acrocercops piligera
Acrocercops piligera är en fjärilsart som beskrevs av Edward Meyrick 1915. Acrocercops piligera ingår i släktet Acrocercops och familjen styltmalar.
Artens utbredningsområde är Colombia. Inga underarter finns listade i Catalogue of Life.